# Bordj Sabat
Bordj Sabat (em árabe: برج صباط) é uma cidade e comuna localizada na província de Guelma, Argélia. Segundo o censo de 2008, a população total da cidade era de 10 158 habitantes.